# 1921 en droit
Cet article présente les faits marquants de l'année 1921 en droit.

## Événements

### Juin
- 25 juin : la Société des Nations rend sa décision concernant le conflit des îles Åland[1] : il s'agit de sa première décision et de son premier succès.

### Novembre
- 7 novembre : Vote par le parlement hongrois de la loi XLVII-1921, qui rétablit le caractère électif de la couronne de Hongrie.

## Naissances
- 27 avril : Jean Foyer, juriste français, professeur de droit (droit civil) et homme politique (garde des Sceaux), mort en 2008.

## Décès
- 30 septembre : Jean-Baptiste Abel, avocat et homme politique, né en 1863.